# Angelokastro (Korfu)
Angelokastro (griechisch Αγγελόκαστρο „Engelsburg“) war eine der wichtigsten Verteidigungsanlagen der Insel Korfu, die heute zu Griechenland gehört. Seine strategische, schwer einnehmbare Position an der Nordwestspitze der Insel mit guten Einflussmöglichkeiten auf das südliche Adriatische Meer begründete viele Jahrhunderte lang eine große Bedeutung für das Schicksal und die Entwicklung der Insel.

## Geschichte
Es gibt zuverlässige Indikatoren, dass die Stelle, an der sich das heutige Angelokastro befindet, bereits in der frühen byzantinischen Periode (5. bis 7. Jahrhundert) mit einer Befestigung versehen wurde. Dort wurden zwei bearbeitete frühchristliche Steinplatten ausgegraben, als 1999 mit der Restaurierung der Anlage begonnen wurde. Obwohl es keine dezidierten Hinweise in den bislang erforschten Quellen gibt, scheint es wahrscheinlich, dass der Ausbau der Anlage im 11. und 12. Jahrhundert erfolgte – insbesondere als im Jahr 1071 Byzanz seine Territorien in Süditalien verlor und Korfu somit zur Grenze zwischen dem byzantinischen Reich und seinen gefährlichen Feinden im Westen, den romanisierten Normannen von Sizilien, wurde, die fortan regelmäßig Korfu attackierten.
Als die Kreuzfahrer im Jahr 1204 Konstantinopel einnahmen und somit das Byzantinische Reich zerbrach, wechselte die Insel Korfu mehrfach den Besitzer, bis sie 1267 von den Angevins von Neapel eingenommen wurde. 1272 nahmen diese schließlich auch Angelokastro in Anspruch, was aus einem offiziellen Bericht über den Besitzwechsel hervorgeht – dem ältesten bisher bekannten schriftlichen Verweis mit Bezug auf Angelokastro. Nach den bislang erforschten Quellen ging die Burg 1386 an die Venezianer über und war zu diesem Zeitpunkt in gutem Zustand. Das Kastell erfreute sich während der Venezianischen Herrschaft (1386–1797) signifikanter Bedeutung, weil es einerseits der einheimischen Bevölkerung ein Refugium vor Eroberern wie den Türken und den Genovesern bot und zum anderen die Kontrolle des Schiffsverkehrs in der Adria zuließ, was ein Hauptanliegen der Republik Venedig war. Der Castellan bzw. Gouverneur von Angelokastro wurde vom Rat der Stadt Korfu (Kerkyra) ernannt, was eine Erhebung in den Adelsstand bedeutete, sofern dieser nicht von Haus aus vorhanden war. Die sich im Laufe der Jahrhunderte ändernden Techniken der Kriegsführung führten dazu, dass einige Burgen der Insel schließlich aufgegeben wurden, da sie nicht mehr den jeweils aktuellen Anforderungen entsprachen. Im 19. Jahrhundert ereilte auch Angelokastro dieses Schicksal, sodass die Burg komplett verlassen wurde.

## Aufbau der Festung
Das Kastell besteht aus einer Ausarbeitung des mittigen Nordhanges und des östlichen Steilhanges. Die West- und Südseite sind durch sehr steil abfallendes Terrain geschützt. Am höchsten Punkt liegt die Zitadelle mit ihrem Haupttor im Norden, das durch einen Rundturm geschützt wurde. Die heutigen Ruinen gegenüber vom Haupttor waren die Garnisonsquartiere. Die Trinkwasserversorgung wurde durch drei unterirdische Zisternen sichergestellt. Auch auf der Südseite gab es eine kleine Toranlage.

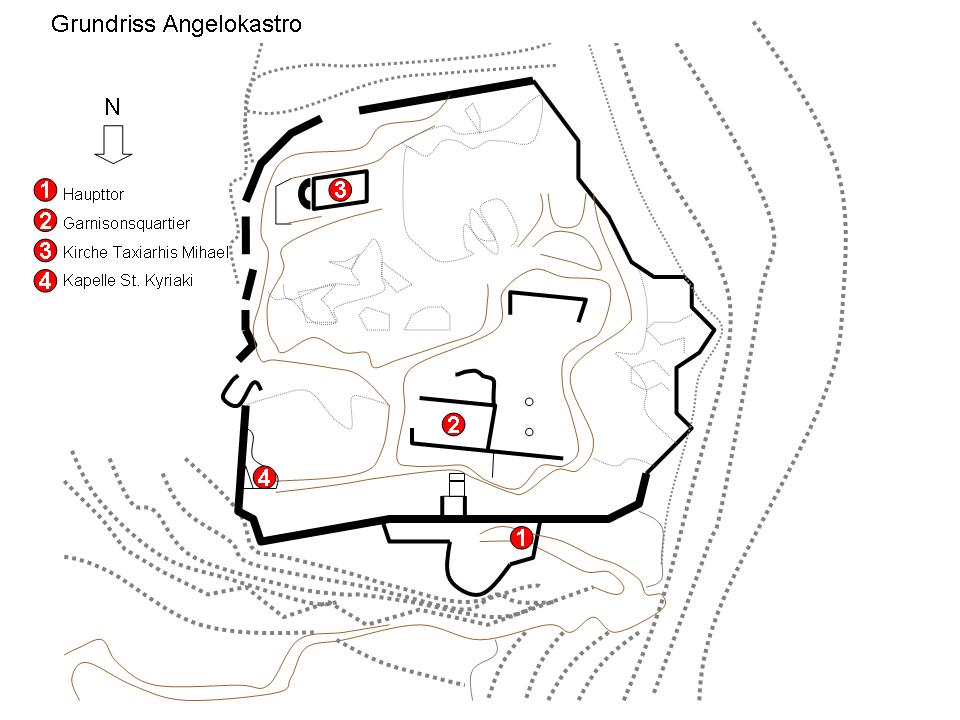
Grundriss von Angelokastro

Alle Hauptmauern hatten Zinnen, die heute allerdings nur noch auf der nordwestlichen Ecke existieren. Auf dem höchsten Punkt innerhalb der Zitadelle stand die kleine Kirche des Erzengels Michael (Taxiarhis Mihael), die an der Stelle errichtet wurde, wo sich zuvor eine vermutlich frühchristliche dreischiffige Kirche befand. Die Gräber im Westen sind noch nicht erforscht, sodass man noch keine Aussage zur Herkunft treffen kann. Im Osten steht eine kleine Kapelle, die St. Kyriaki gewidmet ist und aus einem gewaltigen Felsbrocken herausgeschlagen wurde. Die hier erhaltenen Wandbemalungen werden auf das 18. Jahrhundert geschätzt.